# Émile Chenel
 Émile Chenel, né le 23 octobre 1847 à Vire et mort le 14 mars 1905 dans la même ville, est un homme politique français. Il est maire de Vire de 1885 à 1905 et député du Calvados.

## Biographie
Émile Chenel est né à Vire le 23 octobre 1847.
Il entreprend des études de droit à Rennes. À la fin de ses études, il retourne dans sa ville natale pour s'y faire inscrire au barreau.
C'est en 1855 qu'il entre en politique en tant que conseiller municipal puis on lui offre la place de maire. Il se fait élire au conseil général du Calvados en 1894.
Son parcours politique se poursuit avec les élections législatives de 1898 où il se présente comme candidat républicain face au député sortant conservateur Jules Delafosse. Il sort vainqueur de l'élection par 8 790 voix contre 7 793. Lors de l'élection suivante, il perd face à Jules Delafosse. Il tente alors, sans succès, de se présenter au sénat.
Il meurt à Vire le 14 mars 1905 à l'âge de 57 ans, et est inhumé au cimetière Saint-Benoît dans la même ville.

## Sources
- « Émile Chenel », dans le Dictionnaire des parlementaires français (1889-1940), sous la direction de Jean Jolly, PUF, 1960 [détail de l’édition]